# Громовик ряснолистий
Громовик ряснолистий, громовик багатолистий (Onosma polyphylla) — вид рослин з родини шорстколистих (Boraginaceae), поширений у Грузії й Україні.

## Опис
Багаторічна рослина 15–30 см заввишки. Стебла відстовбурчені-волосисті. Листки (за винятком деяких верхніх) біло-шовковисто-волосисті, у великій кількості зберігаються і біліють біля основи. Волоски в суцвітті бурі.
Цвіте з червня по липень, а плоди дає в серпні.

## Поширення
Поширений у Грузії на хребті гори Маркотч, в Україні від села Форос до гірського масиву Карадах.
Росте на сухих кам'яних схилах, на кам'янистих ґрунтах серед рідких ялівців та лісів Quercus pubescens.

## Загрози й охорона
Деградація середовища існування внаслідок рекреаційних заходів становить основну загрозу для цього виду.
Цей вид занесений у Додаток I до Конвенції про охорону дикої природи та природних середовищ існування (Бернська конвенція). Занесений до Червоної книги України як вразливий. Охороняється в заповідниках Ялтинський, Карадазький та Кримський, а також у заказниках Новий Світ, Байдарський, Гора Кішка, Козача бухта, Мис Фіолент.